# Grand Theft Auto Online
Grand Theft Auto Online (plus communément abrégé GTA Online) est un jeu vidéo d'action-aventure multijoueur proposant un monde persistant basé sur le gameplay et l'univers de Grand Theft Auto V mais en ajoutant des éléments de RPG. Il s'agit du seizième jeu et dernier en date dans l'ordre d’apparition de la série GTA, ainsi que le premier jeu de la franchise, comme l'indique son nom, essentiellement multijoueur. Il est également le premier épisode de la saga à sortir exclusivement en téléchargement. Il est développé par Rockstar North et édité par Rockstar Games. Grand Theft Auto Online sort dans le monde deux semaines après GTA V, le 1er octobre 2013, puis au Japon le 10 octobre 2013, via un téléchargement, gratuit pour ceux qui ont acheté GTA 5.
Selon le président de Rockstar North, le jeu est indépendant de GTA V, à travers son héros personnalisable, son scénario, ses missions et tout le contenu qu'il propose, ce qui explique la sortie décalée des deux volets.
Depuis sa sortie, le jeu a bénéficié de nombreuses mises à jour gratuites, celles-ci permettant aux joueurs de maintenir l'attractivité du jeu en réseau à travers l'apparition de nouveaux éléments (nouvelles missions, nouveaux véhicules, nouveaux vêtements et accessoires, etc.).
Après avoir débuté en 2013 sur la septième génération de consoles, à savoir sur PlayStation 3 et Xbox 360, le jeu est par la suite adapté et remanié sur la huitième génération, avec les PlayStation 4 et Xbox One, le 18 novembre 2014, ainsi que sur PC, le 15 avril 2015. Les mises à jour deviennent alors exclusives à ces versions à partir de septembre 2015. 
Le 16 décembre 2021, les serveurs dédiés pour les versions PS3 et Xbox 360 sont définitivement fermés, tout le suivi qui en découle cesse donc par la même occasion concernant ces plateformes (support, statistiques, etc.),.
Le 15 mars 2022, GTA Online prolonge son expérience sur la neuvième génération de consoles, dans une version encore améliorée sur PlayStation 5 et Xbox Series, et est également proposé en véritable standalone , (il était jusqu'ici officieusement considéré comme tel par Rockstar),.

## Développement
Le jeu est développé en parallèle de Grand Theft Auto V dont il reprend l'univers et la base du gameplay. Il est annoncé par Rockstar Games lors d'un question-réponse, le 5 juillet 2013. La société annonce qu'une vidéo de présentation de ce multijoueur sera disponible plus tard, au cours de l'été. À la fin de la première vidéo de gameplay de GTA V, il est montré une courte séquence du mode multijoueur, où il est annoncé que ce dernier sera présenté prochainement. La vidéo de présentation est mise en ligne sur le site officiel de Rockstar Games le 12 août 2013.
Selon le site web américain IGN, Grand Theft Auto V présente un système d'équipes similaire à celui de Max Payne 3. Le multijoueur est présenté le jeudi 15 août 2013 dans l'après-midi via une bande-annonce. Davantage de détails sur ce mode, nommé Grand Theft Auto Online, sont alors révélés.

## Scénario
Le ou la protagoniste (le nom et le sexe du personnage est choisi par le joueur lors de sa création) débarque à Los Santos après avoir rencontré Lamar Davis, personnage récurrent de Grand Theft Auto V, sur Lifeinvader (parodie de Facebook). Ce dernier l'accueille à l’aéroport et le met par la suite en contact avec l'un de ses compagnons d'armes du gang des "Familles de Los Santos" (The Famillies en version originale) prénommé Gerald. Celui-ci lui donne ses premières missions afin qu'il fasse ses gammes dans le milieu du crime et c'est ainsi que le personnage qu'il incarne met un pied définitivement dans la pègre de Los Santos et sa région. 
Au fil des objectifs, le personnage principal rencontre des commanditaires de plus en plus nombreux et puissants, ce qui lui permet de gagner en expérience et argent, composantes essentielles pour débloquer de plus en plus de possibilités tout au long du jeu. Pour la plupart de ces missions, notamment les plus complexes, il a besoin de ses alter ego, incarnés par les autres joueurs en ligne.
Au gré des mises à jour, le scénario s'est étoffé en particulier grâce à des missions assez conséquentes, notamment autour des mises à jour Braquages, Lowriders, Le Braquage de la fin du monde, Le Diamond Casino & Hôtel, Le braquage du Diamond Casino, Spécial été à Los Santos, Le braquage de Cayo Perico ou encore Tuning à Los Santos. Ces ajouts ont en effet la particularité de proposer de vrais arcs narratifs racontés à l'aide de cinématiques notamment. Le ou la protagoniste y rencontre par moments des personnages connus de l'univers HD de la série et parfois des antagonistes exclusifs qui tentent de lui barrer le chemin. Il ou elle est également amené(e) à construire et étendre son propre empire d'activités illégales à Los Santos et Blaine County (achat et revente de marchandises spéciales, import-export de véhicules, production de drogues, trafic d'armes, gestion de matériel de contrebande, etc.) en achetant des propriétés et en assurant leur gestion.
Le personnage principal a la particularité de ne jamais parler avec ses commanditaires, rappelant Claude de Grand Theft Auto III (univers 3D), ce qui est source de moqueries de certains personnages tels que Trevor l'appelant « mon muet préféré ».

## Système de jeu
La fonction de connexion via le Rockstar Games Social Club permet à des équipes de jouer dans plusieurs mondes vidéoludiques, à commencer par Max Payne 3 et GTA V. Ce système laisse la possibilité aux joueurs de former des équipes privées entre amis, ou de rejoindre une équipe publique. Un à cinq joueurs peuvent jouer en tant qu'équipe, et réussir des missions qui leur ont été attribuées leur permettant de gagner des points d'expérience. Une grande importance a été accordée au multijoueur avec énormément de contenu. Rockstar Games a annoncé qu'il n'y aura pas de mode coopératif dans le mode histoire, mais qu'il y en aura bel et bien dans le mode multijoueur. Le multijoueur est accessible en sélectionnant son personnage multijoueur dans le système de « roue » de l'interface. Le multijoueur de GTA V est, d'après Rockstar Games, aussi révolutionnaire que l'a été Grand Theft Auto III à sa sortie,. Les équipes peuvent planifier leurs missions sur le Social Club.
Le jeu partage le système de jeu et les caractéristiques géographiques de GTA V, en proposant toutefois un monde qui sera « continuellement agrandi par Rockstar Games, avec l'aide de la communauté ». Jusqu'à trente joueurs peuvent se rencontrer dans GTA Online et ont la possibilité de jouer librement, d'accomplir des missions seul ou en équipe, de faire différentes activités ou de participer à des modes de jeu classiques. Il est également possible de créer ses propres courses et des « deathmatches » personnalisés, à l'aide d'une nouvelle fonctionnalité nommée Content Creator (« créateur de contenu »), ou de jouer sur ceux que d'autres joueurs ont créés. Les missions permettent au joueur d'amasser de l'argent et d'accumuler des points d'expérience, lesquels permettent respectivement de personnaliser et d'améliorer son personnage (coiffure, habits, véhicules et propriétés) et d'augmenter son rang de criminel afin de débloquer de nouvelles missions. Le mode multijoueur est activé le 1er octobre 2013, et est accessible gratuitement avec une copie originale de GTA V.
Le système de crews fait son retour, présent dans Max Payne 3, il est également utilisé dans GTA Online mais toujours plus exploité. En effet, une toute nouvelle fonction de hiérarchie fait son entrée dans GTA Online. Cette dernière permet aux chefs (leader) des crews d'attribuer des grades spéciaux à leurs membres et de leur donner plus ou moins de responsabilités dans la gestion du groupe. Les chefs de crews peuvent donc attribuer des grades à tous les membres, qui sont dénommés « Soldats » par défaut. Il existe différents grades que le joueur peut se voir acquérir dans son crew :
- Les bras-droits (commissioners) : ces membres essentiels font office de vice-présidents. Ils ont la permission d'administrer tous les aspects du groupe au nom du chef et peuvent également promouvoir des membres ou en inviter de nouveaux dans le crew ;
- Les lieutenants (lieutenants) : les joueurs gradés de Lieutenants disposent de privilèges spécifiques qui leur permettent de superviser le crew et de promouvoir ou rétrograder leurs subalternes (délégués et soldats) ;
- Les délégués (representatives) : ils disposent de quelques privilèges leur permettant de participer au recrutement ;
- Les soldats (muscle) : formant le gros des troupes, ces membres n'ont pas de privilèges administratifs.

Chaque grade est illimité en termes de place dans la crew, mais cette dernière est limitée en nombre .
GTA Online se voit acquérir de nombreux aspects permettant de le qualifier de RPG. Tout d'abord, le joueur aura la possibilité d'obtenir argent, points de réputation (RP), et une quantité quasi-illimitée de matériel ; les joueurs progressent également en niveaux allant de 1 à 8000. Tout ceci grâce à des travaux en coop afin de compléter les différentes quêtes, ou encore former des bandes pour participer à des activités, à des événements ou participer à des modes de jeu traditionnels. Chaque joueur peut créer une équipe à partir de sa liste d'amis, ou bien recruter des joueurs en fonction des compétences recherchées puis braquer un magasin d'alcool ou réaliser un braquage. Ensuite, le membre de l'équipe qui accomplit le travail obtient l'argent, et choisit ensuite le montant qu'il va partager avec les autres. Il est possible de répartir les biens par le partage d'argent, d'armes et de munitions au sein de l'équipe. Cependant, certains membres de l'équipe peuvent trahir et voler les biens. Plus les joueurs progressent dans le jeu, et plus ils sont initiés à de nouveaux personnages, des missions, des récompenses et autres. Les joueurs peuvent également investir sur leurs personnages par la personnalisation de leur apparence, l'amélioration de leurs statistiques, la possession de leurs véhicules personnalisés, l'achat de propriétés, le choix parmi leurs armes et véhicules préférés, ou encore par la participation aux missions, aux petits boulots secondaires ainsi qu'aux activités. Mais chaque joueur dispose aussi de la possibilité d'explorer le multijoueur comme il le souhaite, seul, ou avec des amis sans pour autant déclencher missions ou activités annexes.
La possibilité de jouer à des modes de jeu traditionnels n'a pas été mise de côté. En effet, les courses, matchs à mort, matchs à mort en équipe et bien d'autres font leur retour dans GTA Online. Le choix des participants aux différents modes est basé sur le niveau, il y a donc priorité au niveau des amis, des crews, et même des étrangers.

## Accueil
Lors de la sortie de GTA Online, les serveurs de Rockstar Games sont saturés, ce qui engendre de nombreux bugs, ralentissements, cornations, plantages et rend indisponible le service à de nombreux joueurs qui expriment alors leur mécontentement. L'éditeur avait auparavant prévenu que cette situation serait possible et s'est excusé auprès des fans. Une compensation en jeu est par ailleurs prévue pour les joueurs de GTA Online ayant tenté de se connecter durant cette période instable par le versement de 500 000 GTA$.

### Succès commercial
En 2022, les microtransactions dans le jeu rapportaient chaque jour plus de 1,5 million de dollars à Rockstar.

## Historique des mises à jour
Depuis le lancement de GTA Online le 1er octobre 2013, Rockstar Games ajoute régulièrement des mises à jour, toutes gratuites, ajoutant du contenu temporaire ou permanent au mode en ligne (nouvelles activités, nouvelles missions, nouveaux bâtiments, nouveaux véhicules, nouvelles armes, nouveaux vêtements, etc.). D'abord présentes sur PlayStation 3 et Xbox 360 (consoles d'origine du jeu), les mises à jour s'étendent par la suite sur PlayStation 4, Xbox One et PC (rétroactivement, pour les mises à jour sorties avant la date de commercialisation de Grand Theft Auto V sur ces plateformes, en novembre 2014 et avril 2015), avant d'être exclusives à ces nouveaux supports à partir de septembre 2015. À partir de mars 2022, les mises à jour arrivent également sur PlayStation 5 et Xbox Series ; ces versions bénéficient d'ailleurs d'avantages hebdomadaires et contenus qui leur sont propres et introduisent également un système d'abonnement premium, appelé GTA+. Il en est de même pour la version améliorée sur PC, lancée en mars 2025.
Si les ajouts des premières mises à jour se montrent limités, la mise à jour Braquages de mars 2015 marque un véritable tournant pour le mode multijoueur avec l'ajout notamment de nouvelles missions repensées pour la coopération et beaucoup plus approfondies que les précédentes activités. Les mises à jour deviennent par la suite beaucoup plus thématiques (crime organisé, gangs de rue, motards, etc.) et permettent également aux joueurs de créer leur véritable empire à Los Santos et Blaine County (achat et revente de marchandises spéciales, import-export de véhicules, production de drogues, trafic d'armes, gestion de matériel de contrebande, etc.), les activités prenant alors place en mode libre et non plus exclusivement dans des sessions séparées.
À noter que l'Édition Premium Online de GTA V, sortie le 20 avril 2018, comprend l'ensemble des mises à jour déjà sorties à ce moment-là sur disque,.
En outre, d'abord objet des mises à jour Cadeaux de Noël (2013) et Surprise Festive (2014 et 2015) avant de ne plus être liée à des mises à jour spécifiques, la neige recouvre l'ensemble de la carte de GTA Online chaque année, aux alentours de Noël puis également du Nouvel An, s'accompagnant de contenu de circonstance pour les joueurs (vêtements et accessoires festifs, décorations dans les appartements et propriétés ainsi que dans le parc public de Legion Square de Los Santos, etc.). À noter également que la neige tapisse la carte le 1er avril 2020, en guise de poisson d'avril.
De plus, après l'ajout d'activités spécifiques en 2015 notamment, la période d'Halloween voit l'apparition d'ovnis ainsi que d'autres phénomènes surnaturels et paranormaux en mode libre à partir de 2021.
| N° | Date              | Mise à jour                              | Mise à jour                                | Plateformes                                 | Plateformes                                 | Plateformes                                          | Plateformes                                          | Plateformes                                          | Plateformes                                          | Plateformes                                          |
| N° | Date              | Titre original                           | Titre français                             | PlayStation 3                               | Xbox 360                                    | PlayStation 4                                        | Xbox One                                             | PC                                                   | PlayStation 5                                        | Xbox Series                                          |
| -- | ----------------- | ---------------------------------------- | ------------------------------------------ | ------------------------------------------- | ------------------------------------------- | ---------------------------------------------------- | ---------------------------------------------------- | ---------------------------------------------------- | ---------------------------------------------------- | ---------------------------------------------------- |
| 1  | 19 novembre 2013  | Beach Bum Update                         | Pack Plagiste                              | Oui                                         | Oui                                         | Disponibles au lancement du jeu sur cette plateforme | Disponibles au lancement du jeu sur cette plateforme | Disponibles au lancement du jeu sur cette plateforme | Disponibles au lancement du jeu sur cette plateforme | Disponibles au lancement du jeu sur cette plateforme |
| 2  | 10 décembre 2013  | Content Creator                          | Créateur de contenu                        | Oui                                         | Oui                                         | Disponibles au lancement du jeu sur cette plateforme | Disponibles au lancement du jeu sur cette plateforme | Disponibles au lancement du jeu sur cette plateforme | Disponibles au lancement du jeu sur cette plateforme | Disponibles au lancement du jeu sur cette plateforme |
| 3  | 18 décembre 2013  | Capture                                  | Mode Capture                               | Oui                                         | Oui                                         | Disponibles au lancement du jeu sur cette plateforme | Disponibles au lancement du jeu sur cette plateforme | Disponibles au lancement du jeu sur cette plateforme | Disponibles au lancement du jeu sur cette plateforme | Disponibles au lancement du jeu sur cette plateforme |
| 4  | 24 décembre 2013  | Holiday Gifts                            | Cadeaux de Noël                            | Oui                                         | Oui                                         | Disponibles au lancement du jeu sur cette plateforme | Disponibles au lancement du jeu sur cette plateforme | Disponibles au lancement du jeu sur cette plateforme | Disponibles au lancement du jeu sur cette plateforme | Disponibles au lancement du jeu sur cette plateforme |
| 5  | 13 février 2014   | Valentine's Day Massacre Special         | Massacre de la St Valentin                 | Oui                                         | Oui                                         | Disponibles au lancement du jeu sur cette plateforme | Disponibles au lancement du jeu sur cette plateforme | Disponibles au lancement du jeu sur cette plateforme | Disponibles au lancement du jeu sur cette plateforme | Disponibles au lancement du jeu sur cette plateforme |
| 6  | 4 mars 2014       | Business Update                          | Business                                   | Oui                                         | Oui                                         | Disponibles au lancement du jeu sur cette plateforme | Disponibles au lancement du jeu sur cette plateforme | Disponibles au lancement du jeu sur cette plateforme | Disponibles au lancement du jeu sur cette plateforme | Disponibles au lancement du jeu sur cette plateforme |
| 7  | 13 mai 2014       | High Life Update                         | Vie de rêve                                | Oui                                         | Oui                                         | Disponibles au lancement du jeu sur cette plateforme | Disponibles au lancement du jeu sur cette plateforme | Disponibles au lancement du jeu sur cette plateforme | Disponibles au lancement du jeu sur cette plateforme | Disponibles au lancement du jeu sur cette plateforme |
| 8  | 17 juin 2014      | I'm Not a Hipster Update                 | Hipster toi-même                           | Oui                                         | Oui                                         | Disponibles au lancement du jeu sur cette plateforme | Disponibles au lancement du jeu sur cette plateforme | Disponibles au lancement du jeu sur cette plateforme | Disponibles au lancement du jeu sur cette plateforme | Disponibles au lancement du jeu sur cette plateforme |
| 9  | 1er juillet 2014  | Independence Day Special                 | Jour de l'Indépendance                     | Oui                                         | Oui                                         | Disponibles au lancement du jeu sur cette plateforme | Disponibles au lancement du jeu sur cette plateforme | Disponibles au lancement du jeu sur cette plateforme | Disponibles au lancement du jeu sur cette plateforme | Disponibles au lancement du jeu sur cette plateforme |
| 10 | 19 août 2014      | San Andreas Flight School Update         | École de pilotage de San Andreas           | Oui                                         | Oui                                         | Disponibles au lancement du jeu sur cette plateforme | Disponibles au lancement du jeu sur cette plateforme | Disponibles au lancement du jeu sur cette plateforme | Disponibles au lancement du jeu sur cette plateforme | Disponibles au lancement du jeu sur cette plateforme |
| 11 | 2 octobre 2014    | Last Team Standing Update                | Extermination                              | Oui                                         | Oui                                         | Disponibles au lancement du jeu sur cette plateforme | Disponibles au lancement du jeu sur cette plateforme | Disponibles au lancement du jeu sur cette plateforme | Disponibles au lancement du jeu sur cette plateforme | Disponibles au lancement du jeu sur cette plateforme |
| 12 | 18 décembre 2014  | Festive Surprise                         | Surprise festive                           | Oui                                         | Oui                                         | Oui                                                  | Oui                                                  | Disponibles au lancement du jeu sur cette plateforme | Disponibles au lancement du jeu sur cette plateforme | Disponibles au lancement du jeu sur cette plateforme |
| 13 | 10 mars 2015      | Heists Update                            | Braquages                                  | Oui                                         | Oui                                         | Oui                                                  | Oui                                                  | Disponibles au lancement du jeu sur cette plateforme | Disponibles au lancement du jeu sur cette plateforme | Disponibles au lancement du jeu sur cette plateforme |
| 14 | 10 juin 2015      | Ill-Gotten Gains Part 1                  | Le crime paie - partie 1                   | Oui                                         | Oui                                         | Oui                                                  | Oui                                                  | Oui                                                  | Disponibles au lancement du jeu sur cette plateforme | Disponibles au lancement du jeu sur cette plateforme |
| 15 | 8 juillet 2015    | Ill-Gotten Gains Part 2                  | Le crime paie - partie 2                   | Oui                                         | Oui                                         | Oui                                                  | Oui                                                  | Oui                                                  | Disponibles au lancement du jeu sur cette plateforme | Disponibles au lancement du jeu sur cette plateforme |
| 16 | 15 septembre 2015 | Freemode Events Update                   | Événements en mode libre                   | Non                                         | Non                                         | Oui                                                  | Oui                                                  | Oui                                                  | Disponibles au lancement du jeu sur cette plateforme | Disponibles au lancement du jeu sur cette plateforme |
| 17 | 20 octobre 2015   | Lowriders                                | Lowriders                                  | Non                                         | Non                                         | Oui                                                  | Oui                                                  | Oui                                                  | Disponibles au lancement du jeu sur cette plateforme | Disponibles au lancement du jeu sur cette plateforme |
| 18 | 29 octobre 2015   | Halloween Surprise                       | Surprise d'Halloween                       | Non                                         | Non                                         | Oui                                                  | Oui                                                  | Oui                                                  | Disponibles au lancement du jeu sur cette plateforme | Disponibles au lancement du jeu sur cette plateforme |
| 19 | 15 décembre 2015  | Executives and Other Criminals           | Truands en col blanc                       | Non                                         | Non                                         | Oui                                                  | Oui                                                  | Oui                                                  | Disponibles au lancement du jeu sur cette plateforme | Disponibles au lancement du jeu sur cette plateforme |
| 20 | 21 décembre 2015  | Festive Surprise 2015                    | Surprise festive 2015                      | Non                                         | Non                                         | Oui                                                  | Oui                                                  | Oui                                                  | Disponibles au lancement du jeu sur cette plateforme | Disponibles au lancement du jeu sur cette plateforme |
| 21 | 28 janvier 2016   | January 2016 Update                      | Mise à jour janvier 2016                   | Non                                         | Non                                         | Oui                                                  | Oui                                                  | Oui                                                  | Disponibles au lancement du jeu sur cette plateforme | Disponibles au lancement du jeu sur cette plateforme |
| 22 | 10 février 2016   | Be My Valentine                          | Bourreaux des cœurs                        | Non                                         | Non                                         | Oui                                                  | Oui                                                  | Oui                                                  | Disponibles au lancement du jeu sur cette plateforme | Disponibles au lancement du jeu sur cette plateforme |
| 23 | 15 mars 2016      | Lowriders: Custom Classics               | Lowriders : On astique les classiques      | Non                                         | Non                                         | Oui                                                  | Oui                                                  | Oui                                                  | Disponibles au lancement du jeu sur cette plateforme | Disponibles au lancement du jeu sur cette plateforme |
| 24 | 7 juin 2016       | Further Adventures in Finance and Felony | Haute finance et basses besognes           | Non                                         | Non                                         | Oui                                                  | Oui                                                  | Oui                                                  | Disponibles au lancement du jeu sur cette plateforme | Disponibles au lancement du jeu sur cette plateforme |
| 25 | 12 juillet 2016   | Cunning Stunts                           | Casse-cou jusqu'au bout                    | Non                                         | Non                                         | Oui                                                  | Oui                                                  | Oui                                                  | Disponibles au lancement du jeu sur cette plateforme | Disponibles au lancement du jeu sur cette plateforme |
| 26 | 4 octobre 2016    | Bikers                                   | Motos, boulots et bobos                    | Non                                         | Non                                         | Oui                                                  | Oui                                                  | Oui                                                  | Disponibles au lancement du jeu sur cette plateforme | Disponibles au lancement du jeu sur cette plateforme |
| 27 | 13 décembre 2016  | Import/Export                            | Import-Export                              | Non                                         | Non                                         | Oui                                                  | Oui                                                  | Oui                                                  | Disponibles au lancement du jeu sur cette plateforme | Disponibles au lancement du jeu sur cette plateforme |
| 28 | 14 mars 2017      | Cunning Stunts: Special Vehicle Circuit  | Casse-Cou jusqu'au bout : Édition spéciale | Non                                         | Non                                         | Oui                                                  | Oui                                                  | Oui                                                  | Disponibles au lancement du jeu sur cette plateforme | Disponibles au lancement du jeu sur cette plateforme |
| 29 | 13 juin 2017      | Gunrunning                               | Trafic d'armes                             | Non                                         | Non                                         | Oui                                                  | Oui                                                  | Oui                                                  | Disponibles au lancement du jeu sur cette plateforme | Disponibles au lancement du jeu sur cette plateforme |
| 30 | 29 août 2017      | Smuggler's Run                           | Contrebande organisée                      | Non                                         | Non                                         | Oui                                                  | Oui                                                  | Oui                                                  | Disponibles au lancement du jeu sur cette plateforme | Disponibles au lancement du jeu sur cette plateforme |
| 31 | 12 décembre 2017  | The Doomsday Heist                       | Le Braquage de la fin du monde             | Non                                         | Non                                         | Oui                                                  | Oui                                                  | Oui                                                  | Disponibles au lancement du jeu sur cette plateforme | Disponibles au lancement du jeu sur cette plateforme |
| 32 | 20 mars 2018      | Southern San Andreas Super Sport Series  | On trace à San Andreas                     | Non                                         | Non                                         | Oui                                                  | Oui                                                  | Oui                                                  | Disponibles au lancement du jeu sur cette plateforme | Disponibles au lancement du jeu sur cette plateforme |
| 33 | 24 juillet 2018   | After Hours                              | Nuits blanches et marché noir              | Non                                         | Non                                         | Oui                                                  | Oui                                                  | Oui                                                  | Disponibles au lancement du jeu sur cette plateforme | Disponibles au lancement du jeu sur cette plateforme |
| 34 | 11 décembre 2018  | Arena War                                | Guerre d'arène                             | Non                                         | Non                                         | Oui                                                  | Oui                                                  | Oui                                                  | Disponibles au lancement du jeu sur cette plateforme | Disponibles au lancement du jeu sur cette plateforme |
| 35 | 23 juillet 2019   | The Diamond Casino and Resort            | Le Diamond Casino et Hôtel                 | Non                                         | Non                                         | Oui                                                  | Oui                                                  | Oui                                                  | Disponibles au lancement du jeu sur cette plateforme | Disponibles au lancement du jeu sur cette plateforme |
| 36 | 12 décembre 2019  | The Diamond Casino Heist                 | Le Braquage du Diamond Casino              | Non                                         | Non                                         | Oui                                                  | Oui                                                  | Oui                                                  | Disponibles au lancement du jeu sur cette plateforme | Disponibles au lancement du jeu sur cette plateforme |
| 37 | 11 août 2020      | Los Santos Summer Special                | Pack Spécial Été à Los Santos              | Non                                         | Non                                         | Oui                                                  | Oui                                                  | Oui                                                  | Disponibles au lancement du jeu sur cette plateforme | Disponibles au lancement du jeu sur cette plateforme |
| 38 | 15 décembre 2020  | The Cayo Perico Heist                    | Le Braquage de Cayo Perico                 | Non                                         | Non                                         | Oui                                                  | Oui                                                  | Oui                                                  | Disponibles au lancement du jeu sur cette plateforme | Disponibles au lancement du jeu sur cette plateforme |
| 39 | 20 juillet 2021   | Los Santos Tuners                        | Tuning à Los Santos                        | Non                                         | Non                                         | Oui                                                  | Oui                                                  | Oui                                                  | Disponibles au lancement du jeu sur cette plateforme | Disponibles au lancement du jeu sur cette plateforme |
| 40 | 15 décembre 2021  | The Contract                             | Le Contrat                                 | Non                                         | Non                                         | Oui                                                  | Oui                                                  | Oui                                                  | Disponibles au lancement du jeu sur cette plateforme | Disponibles au lancement du jeu sur cette plateforme |
| 41 | 26 juillet 2022   | The Criminal Enterprises                 | Entreprises criminelles                    | Serveurs du jeu fermés sur cette plateforme | Serveurs du jeu fermés sur cette plateforme | Oui                                                  | Oui                                                  | Oui                                                  | Oui                                                  | Oui                                                  |
| 42 | 13 décembre 2022  | Los Santos Drug Wars                     | Los Santos Drug Wars                       | Serveurs du jeu fermés sur cette plateforme | Serveurs du jeu fermés sur cette plateforme | Oui                                                  | Oui                                                  | Oui                                                  | Oui                                                  | Oui                                                  |
| 43 | 16 mars 2023      | Los Santos Drug Wars: The Last Dose      | Los Santos Drug Wars : Dernière dose       | Serveurs du jeu fermés sur cette plateforme | Serveurs du jeu fermés sur cette plateforme | Oui                                                  | Oui                                                  | Oui                                                  | Oui                                                  | Oui                                                  |
| 44 | 13 juin 2023      | San Andreas Mercenaries                  | Mercenaires de San Andreas                 | Serveurs du jeu fermés sur cette plateforme | Serveurs du jeu fermés sur cette plateforme | Oui                                                  | Oui                                                  | Oui                                                  | Oui                                                  | Oui                                                  |
| 45 | 12 décembre 2023  | The Chop Shop                            | Casse de haut vol                          | Serveurs du jeu fermés sur cette plateforme | Serveurs du jeu fermés sur cette plateforme | Oui                                                  | Oui                                                  | Oui                                                  | Oui                                                  | Oui                                                  |
| 46 | 7 mars 2024       | The Cluckin' Bell Farm Raid              | Le raid de l'usine Cluckin' Bell           | Serveurs du jeu fermés sur cette plateforme | Serveurs du jeu fermés sur cette plateforme | Oui                                                  | Oui                                                  | Oui                                                  | Oui                                                  | Oui                                                  |
| 47 | 25 juin 2024      | Bottom Dollar Bounties                   | Primes de Bottom Dollar                    | Serveurs du jeu fermés sur cette plateforme | Serveurs du jeu fermés sur cette plateforme | Oui                                                  | Oui                                                  | Oui                                                  | Oui                                                  | Oui                                                  |
| 48 | 10 décembre 2024  | Agents of Sabotage                       | Agents saboteurs                           | Serveurs du jeu fermés sur cette plateforme | Serveurs du jeu fermés sur cette plateforme | Oui                                                  | Oui                                                  | Oui                                                  | Oui                                                  | Oui                                                  |
| 49 | 4 mars 2025       | Oscar Guzman Flies Again                 | Oscar Guzman reprend du service            | Serveurs du jeu fermés sur cette plateforme | Serveurs du jeu fermés sur cette plateforme | Oui                                                  | Oui                                                  | Oui                                                  | Oui                                                  | Oui                                                  |
| 50 | 17 juin 2025      | Money Fronts                             | Argent sale et affaires propres            | Serveurs du jeu fermés sur cette plateforme | Serveurs du jeu fermés sur cette plateforme | Oui                                                  | Oui                                                  | Oui                                                  | Oui                                                  | Oui                                                  |

| Date                                                              | Titre original                                                                 | Mise à jour / Activité / Autre                           | Musique ou chanson utilisée                                                              | Durée      |
| ----------------------------------------------------------------- | ------------------------------------------------------------------------------ | -------------------------------------------------------- | ---------------------------------------------------------------------------------------- | ---------- |
| 15 août 2013                                                      | Grand Theft Auto Online: Official Gameplay Video                               | -                                                        | Bande-originale du jeu                                                                   | 3 min 3 s  |
| Sortie du jeu sur PlayStation 3 et Xbox 360 (1er octobre 2013)    |                                                                                |                                                          |                                                                                          |            |
| 1er juillet 2014                                                  | Grand Theft Auto Online: The Independance Day Special -- Musket                | Mise à jour Jour de l'Indépendance                       | Bande-originale du jeu                                                                   | 15 s       |
| 1er juillet 2014                                                  | Grand Theft Auto Online: The Independance Day Special -- Fireworks             | Mise à jour Jour de l'Indépendance                       | Bande-originale du jeu                                                                   | 15 s       |
| 3 juillet 2014                                                    | Grand Theft Auto Online: The Independance Day Special -- The Liberator         | Mise à jour Jour de l'Indépendance                       | Bande-originale du jeu                                                                   | 15 s       |
| 18 août 2014                                                      | Grand Theft Auto Online: The San Andreas Flight School Update                  | Mise à jour École de pilotage de San Andreas             | Bande-originale du jeu                                                                   | 1 min 25 s |
| Sortie du jeu sur PlayStation 4 et Xbox One (18 novembre 2014)    |                                                                                |                                                          |                                                                                          |            |
| 16 décembre 2014                                                  | Grand Theft Auto Online - Heists Trailer                                       | Mise à jour Braquages                                    | Bande-originale du jeu                                                                   | 1 min      |
| 5 mars 2015                                                       | GTA Online Heists: Teamwork Essential                                          | Mise à jour Braquages                                    | Bande-originale du jeu                                                                   | 16 s       |
| 6 mars 2015                                                       | GTA Online Heists: Please Use Caution                                          | Mise à jour Braquages                                    | Bande-originale du jeu                                                                   | 16 s       |
| 6 mars 2015                                                       | GTA Online Heists: Please Use Caution                                          | Mise à jour Braquages                                    | Bande-originale du jeu                                                                   | 16 s       |
| 9 mars 2015                                                       | GTA Online Heists: Armed Robbery                                               | Mise à jour Braquages                                    | Bande-originale du jeu                                                                   | 16 s       |
| 3 avril 2015                                                      | GTA Online Heists TV Spot                                                      | Mise à jour Braquages                                    | Bande-originale du jeu                                                                   | 1 min 5 s  |
| Sortie du jeu sur PC (14 avril 2015)                              |                                                                                |                                                          |                                                                                          |            |
| 10 septembre 2015                                                 | GTA Online Freemode Events Update                                              | Mise à jour Événements en mode libre                     | Fast Life de Vybz Kartel                                                                 | 1 min 18 s |
| 16 octobre 2015                                                   | GTA Online: Lowriders Trailer                                                  | Mise à jour Lowriders                                    | Bande-originale du jeu                                                                   | 57 s       |
| 19 octobre 2015                                                   | GTA Online: Lowriders - Benny's Original Motor Works                           | Mise à jour Lowriders                                    | Bande-originale du jeu                                                                   | 58 s       |
| 10 décembre 2015                                                  | GTA Online: Executives and Other Criminals Trailer                             | Mise à jour Truands en col blanc                         | Everything She Wants de Wham!                                                            | 1 min 13 s |
| 10 février 2016                                                   | Grand Theft Auto Online: Be My Valentine                                       | Mise à jour Bourreaux des cœurs                          | Bande-originale du jeu                                                                   | 16 s       |
| 15 mars 2016                                                      | Grand Theft Auto Online Lowriders: Custom Classics                             | Mise à jour Lowriders : On astique les classiques        | Bande-originale du jeu                                                                   | 16 s       |
| 2 juin 2016                                                       | GTA Online: Further Adventures in Finance and Felony Trailer                   | Mise à jour Haute finance et basses besognes             | Speedline Miracle Masterpiece de Tunde Adebimpe (feat. Sal P & Sinkane)                  | 1 min 9 s  |
| 21 juin 2016                                                      | GTA Online: Power Play                                                         | Mode rivalité Abus de pouvoirs                           | Bande-originale du jeu                                                                   | 51 s       |
| 7 juillet 2016                                                    | GTA Online: Cunning Stunts Trailer                                             | Mise à jour Casse-cou jusqu'au bout                      | Synrise (Soulwax Remix) de Goose                                                         | 51 s       |
| 2 août 2016                                                       | GTA Online: Stunt Race Creator Trailer                                         | Éditeur de course casse-cou                              | Flutes de Hot Chip                                                                       | 57 s       |
| 4 octobre 2016                                                    | GTA Online: Bikers Trailer                                                     | Mise à jour Motos, boulots et bobos                      | Cocaine de Fidlar                                                                        | 52 s       |
| 8 novembre 2016                                                   | GTA Online: Deadline                                                           | Mode rivalité Retour à la ligne                          | Bande-originale du jeu                                                                   | 38 s       |
| 13 décembre 2016                                                  | GTA Online: Import/Export Trailer                                              | Mise à jour Import-Export                                | Feel the Same de Battle Tapes                                                            | 1 min      |
| 14 mars 2017                                                      | GTA Online Cunning Stunts: Special Vehicle Circuit Trailer                     | Mise à jour Casse-Cou jusqu'au bout : Édition spéciale   | Plush (Jacques Lu Cont Remix) de Tiga                                                    | 38 s       |
| 20 avril 2017                                                     | GTA Online: Tiny Racers Trailer                                                | Mode rivalité Miniatutures                               | Anthem de N-Joi                                                                          | 41 s       |
| 7 juin 2017                                                       | GTA Online: Gunrunning Trailer                                                 | Mise à jour Trafic d'armes                               | Bande-originale du jeu                                                                   | 1 min 8 s  |
| 24 août 2017                                                      | GTA Online: Smuggler's Run Trailer                                             | Mise à jour Contrebande organisée                        | Bande-originale du jeu                                                                   | 1 min      |
| 13 octobre 2017                                                   | GTA Online: Transform Races Trailer                                            | Courses polymorphes                                      | Bande-originale du jeu                                                                   | 46 s       |
| 7 décembre 2017                                                   | GTA Online: The Doomsday Heist Official Trailer                                | Mise à jour Le Braquage de la fin du monde               | Bande-originale du jeu                                                                   | 1 min 2 s  |
| 3 avril 2018                                                      | GTA Online: Target Assault Races Trailer                                       | Courses aux points                                       | Bande-originale du jeu                                                                   | 33 s       |
| 25 juin 2018                                                      | Coming to GTA Online this July                                                 | Mise à jour Nuits blanches et marché noir                | Miura de Metro Area                                                                      | 30 s       |
| 19 juillet 2018                                                   | GTA Online: After Hours                                                        | Mise à jour Nuits blanches et marché noir                | Reach Out Your Hand (Erol Alkan Rework) - GTA Edit de Tuff City Kids (feat. Joe Goddard) | 1 min 8 s  |
| 11 décembre 2018                                                  | GTA Online: Arena War                                                          | Mise à jour Guerre d'arène                               | Bande-originale du jeu                                                                   | 46 s       |
| 18 juillet 2019                                                   | GTA Online: The Diamond Casino and Resort                                      | Mise à jour Le Diamond Casino et Hôtel                   | Party All the Time d'Eddie Murphy                                                        | 1 min      |
| 23 juillet 2019                                                   | GTA Online: The Grand Opening of The Diamond Casino and Resort                 | Mise à jour Le Diamond Casino et Hôtel                   | Tonight de Kleeer                                                                        | 27 s       |
| 12 décembre 2019                                                  | GTA Online: The Diamond Casino Heist                                           | Mise à jour Le Braquage du Diamond Casino                | Kiss and Tell de AJ Tracey et Skepta                                                     | 1 min      |
| 12 août 2020                                                      | GTA Online: Los Santos Summer Special                                          | Mise à jour Pack Spécial Été à Los Santos                | Photograph de Def Leppard                                                                | 1 min      |
| 19 novembre 2020                                                  | surveil.exe                                                                    | Mise à jour Le Braquage de Cayo Perico                   | -                                                                                        | 10 s       |
| 20 novembre 2020                                                  | The Cayo Perico Heist: Coming December 15 to GTA Online                        | Mise à jour Le Braquage de Cayo Perico                   | The Chocolate Conquistadors de BadBadNotGood et MF DOOM                                  | 24 s       |
| 9 décembre 2020                                                   | GTA Online: The Cayo Perico Heist                                              | Mise à jour Le Braquage de Cayo Perico                   | Gettin' Money de Burna Boy                                                               | 59 s       |
| 16 décembre 2020                                                  | Now Performing in Los Santos: Moodymann                                        | Mise à jour Le Braquage de Cayo Perico                   | Got 2 Make It de Moodymann                                                               | 20 s       |
| 22 décembre 2020                                                  | Now Performing in Los Santos: Keinemusik                                       | Mise à jour Le Braquage de Cayo Perico                   | Want You (Adam Port Remix) de Bell Towers                                                | 20 s       |
| 22 décembre 2020                                                  | Now Performing in Los Santos: Palms Trax                                       | Mise à jour Le Braquage de Cayo Perico                   | New Dance de Masalo                                                                      | 20 s       |
| 26 février 2021                                                   | GTA Online: Visit the Island of Cayo Perico                                    | Mise à jour Le Braquage de Cayo Perico                   | Underwater (Adam Port Remix) de Rüfüs Du Sol                                             | 28 s       |
| 27 mai 2021                                                       | Introducing New GTA Online Stunt Races                                         | Nouvelles courses casse-cou                              | Bande-originale du jeu                                                                   | 13 s       |
| 24 juin 2021                                                      | GTA Online: Deadline — Return of the Shotaro                                   | Nouvelles arènes pour le mode rivalité Retour à la ligne | Bande-originale du jeu                                                                   | 13 s       |
| 8 juillet 2021                                                    | New Survival Maps Arrive in GTA Online                                         | Nouvelles survies                                        | Bande-originale du jeu                                                                   | 13 s       |
| 15 juillet 2021                                                   | GTA Online: Los Santos Tuners                                                  | Mise à jour Tuning à Los Santos                          | Freaks de Nez, Gangsta Boo et Moodymann                                                  | 29 s       |
| 19 juillet 2021                                                   | Rockstar Games — GTA Online Tuners                                             | Mise à jour Tuning à Los Santos                          | -                                                                                        | 11 s       |
| 20 juillet 2021                                                   | GTA Online: Los Santos Tuners — Out Now                                        | Mise à jour Tuning à Los Santos                          | Bad Side de LTJ Xperience (feat. Anduze)                                                 | 58 s       |
| 8 décembre 2021                                                   | GTA Online: The Contract — Coming December 15                                  | Mise à jour Le Contrat                                   | ETA de Dr. Dre (feat. Snoop Dogg, Busta Rhymes et Anderson .Paak)                        | 58 s       |
| 15 décembre 2021                                                  | GTA Online: The Contract — Out Now                                             | Mise à jour Le Contrat                                   | Black Privilege de Dr. Dre                                                               | 28 s       |
| 16 décembre 2021                                                  | MOTOMAMI Los Santos                                                            | Mise à jour Le Contrat                                   | Extraits de la station de radio MOTOMAMI Los Santos                                      | 30 s       |
| Fin des serveurs sur PlayStation 3 et Xbox 360 (16 décembre 2021) |                                                                                |                                                          |                                                                                          |            |
| 11 février 2022                                                   | GTA Online: Short Trips with Franklin and Lamar                                | Réminiscences                                            | Let's Get It de NEZ et Schoolboy Q                                                       | 24 s       |
| Sortie du jeu sur PlayStation 5 et Xbox Series (15 mars 2022)     |                                                                                |                                                          |                                                                                          |            |
| 15 mars 2022                                                      | Grand Theft Auto V and GTA Online Out Now on PlayStation 5 and Xbox Series X/S | Sortie du jeu sur PlayStation 5 et Xbox Series           | Baker Street de Gerry Rafferty                                                           | 57 s       |
| 21 juillet 2022                                                   | The Criminal Enterprises, Coming July 26 to GTA Online                         | Mise à jour Entreprises criminelles                      | Bande-originale du jeu                                                                   | 1 min      |
| 26 juillet 2022                                                   | GTA Online: The Criminal Enterprises Now Available                             | Mise à jour Entreprises criminelles                      | Bande-originale du jeu                                                                   | 30 s       |
| 13 décembre 2022                                                  | GTA Online: Los Santos Drug Wars Now Available                                 | Mise à jour Los Santos Drug Wars                         | KOWALSKI de Soulwax                                                                      | 30 s       |
| 15 décembre 2022                                                  | Expand Your Mind with GTA Online: Los Santos Drug Wars, Now Available          | Mise à jour Los Santos Drug Wars                         | -                                                                                        | 15 s       |
| 12 janvier 2023                                                   | Discover the New Gun Van and Bolster Your Arsenal in GTA Online                | Armurerie mobile                                         | -                                                                                        | 15 s       |
| 16 février 2023                                                   | GTA Online: The New Eclipse Blvd Garage                                        | Garage d'Eclipse Boulevard                               | Bande-originale du jeu                                                                   | 15 s       |
| 9 mars 2023                                                       | Los Santos Drug Wars: The Last Dose Coming March 16                            | Mise à jour Los Santos Drug Wars : Dernière dose         | Bande-originale du jeu                                                                   | 30 s       |
| 16 mars 2023                                                      | Los Santos Drug Wars: The Last Dose Out Now                                    | Mise à jour Los Santos Drug Wars : Dernière dose         | Bande-originale du jeu                                                                   | 15 s       |
| 6 juin 2023                                                       | GTA Online: San Andreas Mercenaries Coming June 13                             | Mise à jour Mercenaires de San Andreas                   | Magic Mountain de War (feat. Eric Burdon)                                                | 30 s       |
| 9 juin 2023                                                       | The Vinewood Car Club                                                          | The Vinewood Car Club                                    | Bande-originale du jeu                                                                   | 20 s       |
| 13 juin 2023                                                      | GTA Online: San Andreas Mercenaries Now Available                              | Mise à jour Mercenaires de San Andreas                   | Magic Mountain de War (feat. Eric Burdon)                                                | 30 s       |
| 4 août 2023                                                       | GTA Online: The Mammoth Avenger                                                | Mise à jour Mercenaires de San Andreas                   | Bande-originale du jeu                                                                   | 20 s       |
| 15 septembre 2023                                                 | Celebrate Ten Years of Grand Theft Auto V                                      | Évènement spécial 10e anniversaire de Grand Theft Auto V | Bande-originale du jeu                                                                   | 15 s       |
| 26 octobre 2023                                                   | Halloween in GTA Online                                                        | Évènement spécial Halloween                              | Bande-originale du jeu                                                                   | 20 s       |
| 12 décembre 2023                                                  | GTA Online: The Chop Shop Now Available                                        | Mise à jour Casse de haut vol                            | South Side de Beam et Cardo                                                              | 30 s       |
| 25 janvier 2024                                                   | Speed to Victory in New GTA Online Drag Races                                  | Courses de dragster                                      | -                                                                                        | 15 s       |
| 8 février 2024                                                    | Celebrate Lunar New Year in GTA Online                                         | Évènement spécial Nouvel An lunaire                      | Bande-originale du jeu                                                                   | 15 s       |
| 1er mars 2024                                                     | The Cluckin' Bell Farm Raid - Coming March 7 to GTA Online                     | Mise à jour Le raid de l'usine Cluckin' Bell             | Bande-originale du jeu                                                                   | 30 s       |
| 7 mars 2024                                                       | GTA Online: The Cluckin' Bell Farm Raid Now Available                          | Mise à jour Le raid de l'usine Cluckin' Bell             | Bande-originale du jeu                                                                   | 30 s       |
| 23 mai 2024                                                       | Bask in Luxury With This Week’s GTA Online Dewbauchee Showcase                 | Évènement spécial Dewbauchee                             | -                                                                                        | 23 s       |
| 30 mai 2024                                                       | Benefactor Takes Over the GTA Online Auto Scene                                | Évènement spécial Benefactor                             | -                                                                                        | 21 s       |
| 18 juin 2024                                                      | GTA Online: Bottom Dollar Bounties Coming June 25                              | Mise à jour Primes de Bottom Dollar                      | Bande-originale du jeu                                                                   | 30 s       |
| 25 juin 2024                                                      | GTA Online: Bottom Dollar Bounties Out Now                                     | Mise à jour Primes de Bottom Dollar                      | Bande-originale du jeu                                                                   | 30 s       |
| 4 juillet 2024                                                    | Paint the Town Red, White, and Blue With GTA Online Independence Day Bonuses   | Évènement spécial Jour de l'Indépendance                 | -                                                                                        | 15 s       |
| 25 juillet 2024                                                   | Dish Out Pies in New GTA Online Pizza Deliveries                               | Livraisons de pizzas                                     | -                                                                                        | 15 s       |
| 22 août 2024                                                      | Battle it Out in GTA Online's New Assault on ATT-16 Mode                       | Mode rivalité Assaut sur l'ATT-16                        | -                                                                                        | 15 s       |
| 10 octobre 2024                                                   | New GTA Online Ludendorff Cemetery Survival                                    | Survie au cimetière de Ludendorff                        | Bande-originale du jeu                                                                   | 20 s       |
| 3 décembre 2024                                                   | GTA Online: Agents of Sabotage Coming December 10                              | Mise à jour Agents saboteurs                             | Bande-originale du jeu                                                                   | 30 s       |
| 10 décembre 2024                                                  | GTA Online: Agents of Sabotage Now Available                                   | Mise à jour Agents saboteurs                             | Bande-originale du jeu                                                                   | 30 s       |
| 19 décembre 2024                                                  | Happy Holidays from GTA Online                                                 | Évènement spécial fêtes de fin d'année                   | Bande-originale du jeu                                                                   | 20 s       |
| 23 janvier 2025                                                   | Celebrate Lunar New Year in GTA Online                                         | Évènement spécial Nouvel An lunaire                      | Bande-originale du jeu                                                                   | 20 s       |
| 6 février 2025                                                    | Three New Drift Races Now in GTA Online                                        | Nouvelles courses de drift                               | Bande-originale du jeu                                                                   | 20 s       |
| Sortie de la version améliorée du jeu sur PC (4 mars 2025)        |                                                                                |                                                          |                                                                                          |            |
| 4 mars 2025                                                       | GTA Online: Oscar Guzman Flies Again Now Available                             | Mise à jour Oscar Guzman reprend du service              | Bande-originale du jeu                                                                   | 22 s       |
| 15 avril 2025                                                     | Experience the Best Version of GTAV and GTA Online on PC with GTAV Enhanced    | Version améliorée du jeu sur PC                          | Bande-originale du jeu                                                                   | 40 s       |
| 17 juin 2025                                                      | GTA Online: Money Fronts Now Available                                         | Mise à jour Argent sale et affaires propres              | Bande-originale du jeu                                                                   | 30 s       |

## Controverse

### Banissements
Depuis que ce mode multijoueur en ligne est en fonction, le jeu figure parmi ceux qui sont ciblés par des moddeurs et des hackeurs qui causent plusieurs problèmes aux développeurs. Plusieurs joueurs qui transgressent les règles subissent de la part de Rockstar Games des bannissements massifs pour des durées minimes allant de quelques jours (pour des glitchs d'argent ou faire des wallbreachs) jusqu'à l'exclusion à vie des fautifs (abus du mod menu pour polluer le jeu ou pour embêter les autres joueurs). Grâce à un système anti-triche qui permet de détecter les glitchs ou les mods, les joueurs qui sont impliqués dans ces méthodes illégales (dupliquer des véhicules pour de l'argent) seront exclus pour une durée d'un mois, s'exposeront à la réinitialisation de leurs personnages créés, perdront toutes leurs statistiques, leur argent gagné et tous leurs gains et possessions (véhicules, armes, propriétés et vêtements). Pour les joueurs qui utilisent illégalement un mod menu pour tricher, abuser des bugs ou nuire volontairement lors d'une partie avec d'autres joueurs dans une activité ou dans le mode libre, ceux-ci seront définitivement bannis du mode en ligne.

### Intégration de BattlEye
Le 17 septembre 2024, Rockstar annonce l'intégration du logiciel anti-triche BattlEye à leur jeu, qui est dépréciée par une partie des joueurs : les cheaters, les fournisseurs de ces outils de triche, certains modders dont le travail est rendu inutilisable et les personnes jouant sur Linux,. Sur ce dernier point, la version de BattlEye que Rockstar a choisi d'implémenter ne supporte effectivement pas Linux et rend impossible le mode multijoueur sur cette famille de systèmes d'exploitation, donc aussi sur le Steam Deck, qui tourne sur SteamOS, lui même basé sur Linux. Rockstar a rejeté la faute sur Valve, Alors même que certains jeux (notamment multijoueurs) intégrent BattlEye et sont compatibles avec Linux et le Steam Deck (Arma 3, DayZ, Ark: Survival Evolved...). 
Des attaques DDOS ont eu lieu pendant plusieurs jours pour manifester contre cette implémentation, empêchant de nombreux utilisateurs jouant sur Windows ou sur console de se connecter au serveurs en ligne. Ces attaques ont atteint leur pic le 21 septembre 2024, et le site web de BattlEye s'est également retrouvé hors-service un court moment.